# 台北樹蛙
台北樹蛙（學名：Zhangixalus taipeianus）为树蛙科張氏樹蛙屬的两栖动物，是台灣的特有物种。该物种的模式产地位於今新北市樹林區。其种加词“taipeianus”意为“台北的”。

## 特徵
身體背部呈翠綠色，腹部則呈黃色，具有隨環境而變更身體顏色的能力。體型屬於中等，體長雄性約3.5—4.5 cm（1.4—1.8英寸），雌性約4.5—5.5 cm（1.8—2.2英寸），比雄性稍長。

## 習性
屬肉食性，其賴以維生的食物是蟲或蟻，在冬天進行交配。一般聚集於水池、及溝渠等靜水區域。。
棲息於亞熱帶或熱帶潮濕的低地森林、亞熱帶或熱帶潮濕山地森林、沼澤、淡水濕地、耕地、農園，池塘和灌溉農地。儘管族群數量穩定。但仍受棲息地喪失威脅。

## 分佈
分佈於台灣本島，可在台灣中部南投以北的海拔1,500米以下山區丘陵地見到，但主要分佈於台北盆地地區。北部是台北樹蛙數量第一多的棲息地，基隆則是台灣台北樹蛙密度第一名的縣市。
台北樹蛙過去一直被誤認為日本樹蛙，直到1979年時才被台大動物學系教授梁潤生及王慶讓鑑定為新種，被中華民國政府宣告為保育類動物。

## 保护
本种于2023年被收录入《有重要生态、科学、社会价值的陆生野生动物名录》。

## 外部連結
- 維基物種上的相關：台北樹蛙